# SS Canberra
El SS Canberra fue un transatlántico, operado más tarde como barco de cruceros, por la compañía naviera Princess&Orient P&O entre 1961 y 1997. Fue construido en los astilleros de Harland and Wolff en Belfast, Irlanda del Norte por un coste de £ 17 000 000. El barco fue bautizado el 17 de marzo de 1958, en honor de la capital federal de Australia, Canberra. Fue botado el 16 de marzo de 1960, patrocinado por la dama Pattie Menzies, GBE, esposa del entonces primer ministro de Australia, Robert Menzies. Fue introducido en servicio en mayo de 1961, e hizo su viaje inaugural en junio de ese año. Sirvió como buque de transporte de tropas británico en 1982, durante la Guerra de las Malvinas, entre Reino Unido y Argentina.

## Destino final del SS Canberra

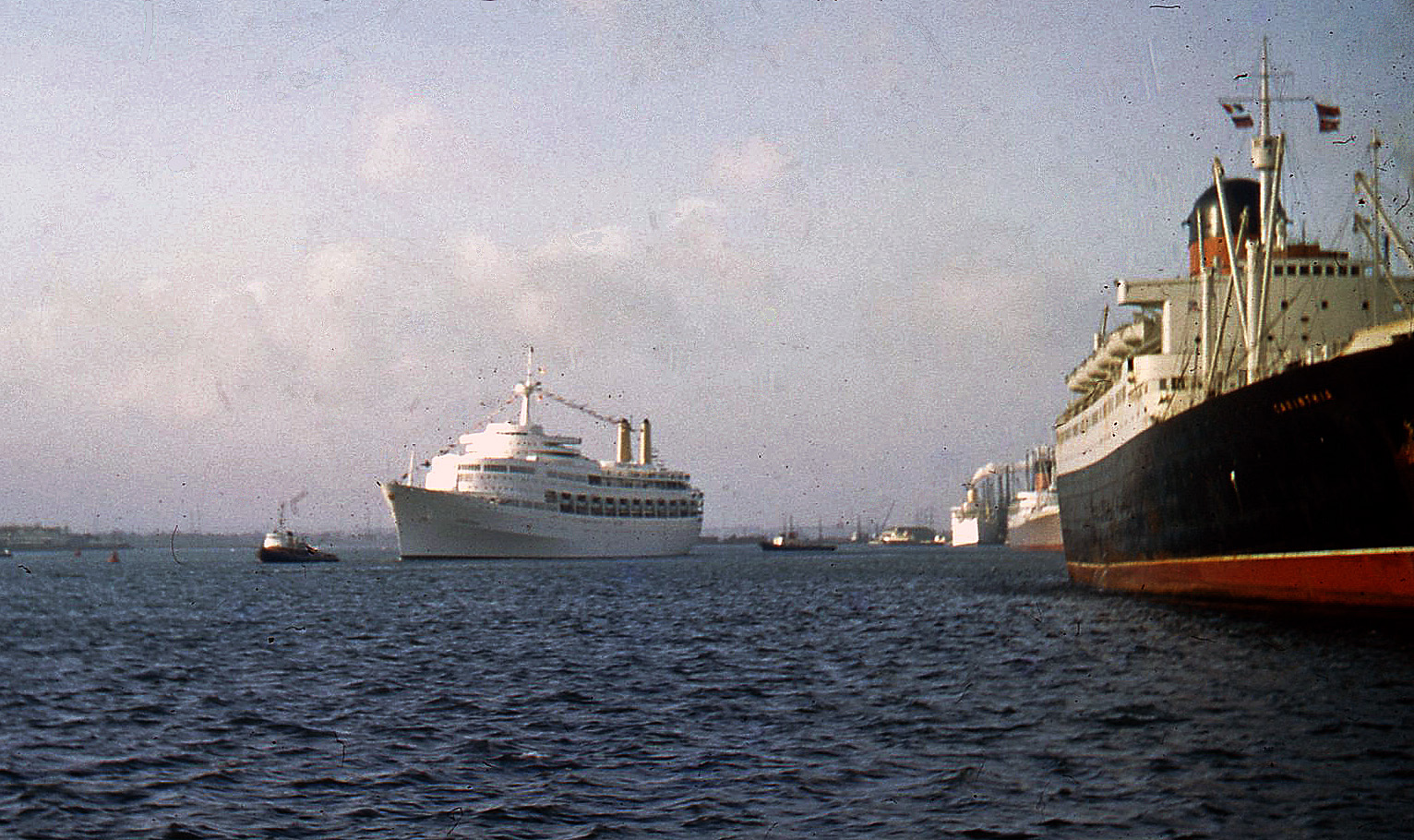
El de Cunard Line (derecha) en el puerto de Southampton, mientras el Canberra navega al fondo (izqda.) en 1967.

Después de la Guerra de Malvinas en 1982, regresó al servicio de pasajeros; en 1994 sufrió un incidente en ruta hacia Southhampton quedándose sin potencia en los motores. La compañía propietaria de la nave, la compañía Peninsular & Oriental Steam Navigation Co. (P&O), determinó que su función ya estaba obsoleta; por lo que, el 10 de octubre de 1997 partió de Southampton hacia Pakistán para su desguace el cual tendría lugar en la playa de Gadani un año más tarde.

## Galería de imágenes

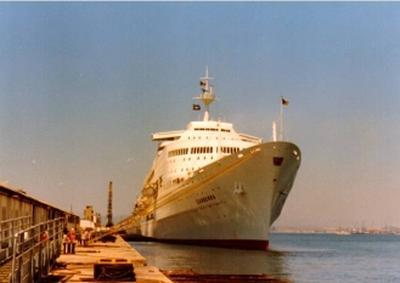
El Canberra en agosto de 1980, como crucero en Gibraltar
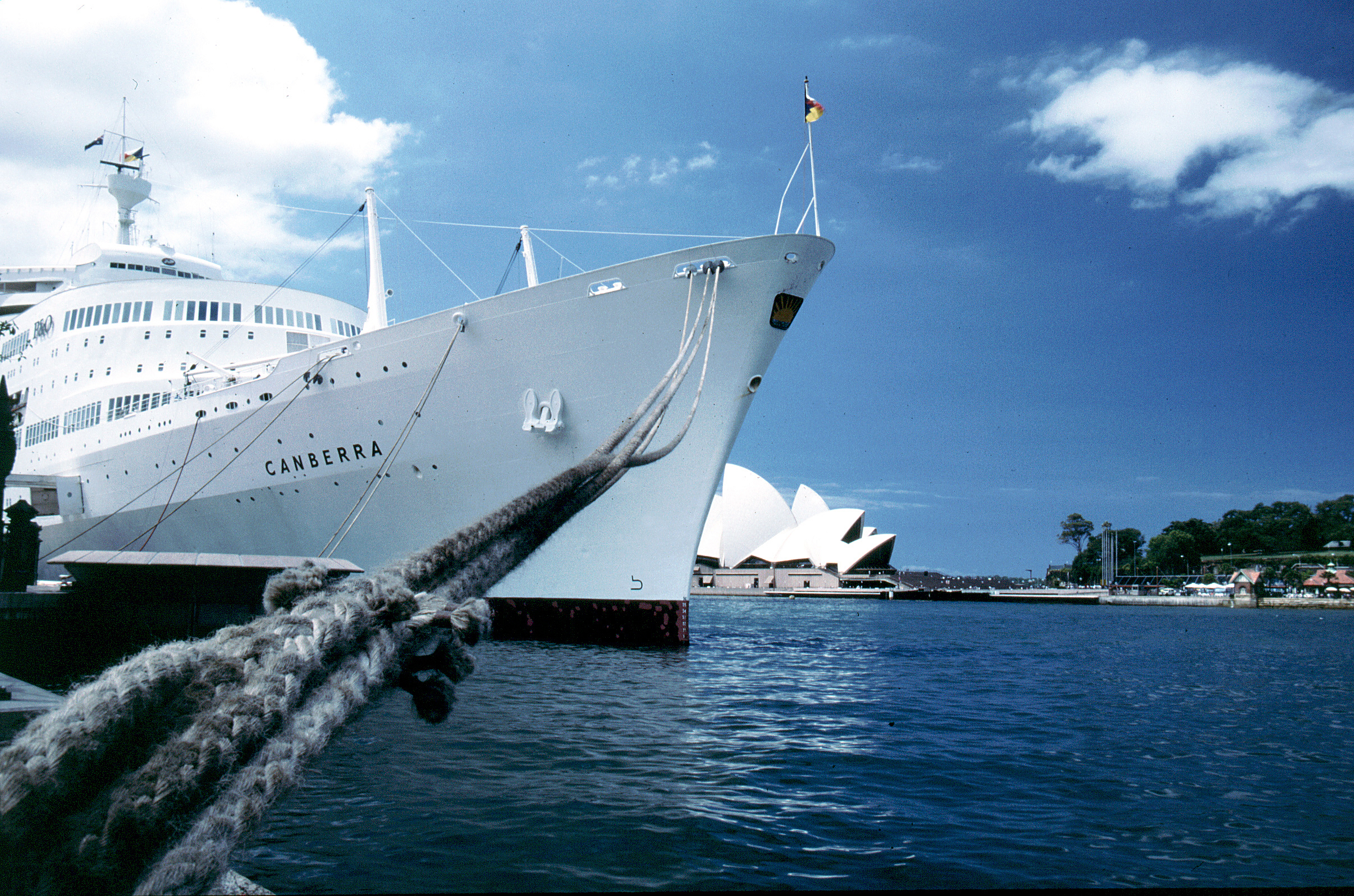
El Canberra en el puerto de Jackson, Sydney
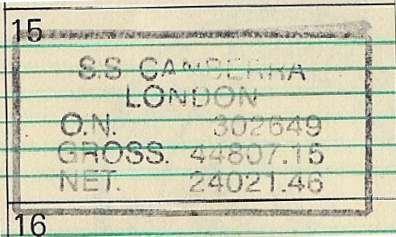
El sello oficial del Canberra
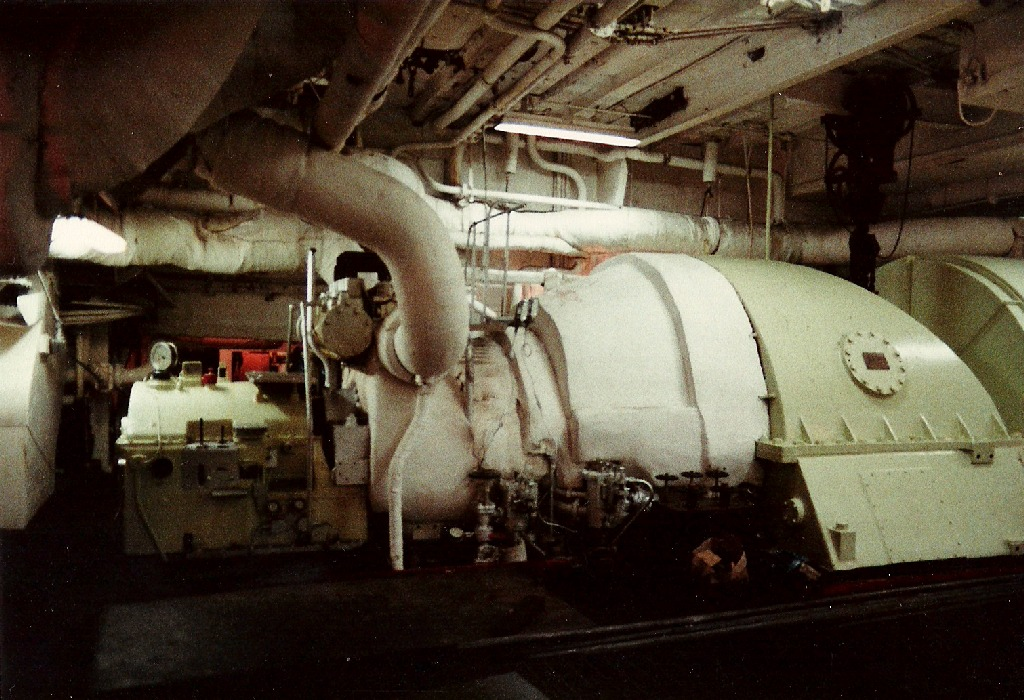
Turbina de vapor principal del Canberra
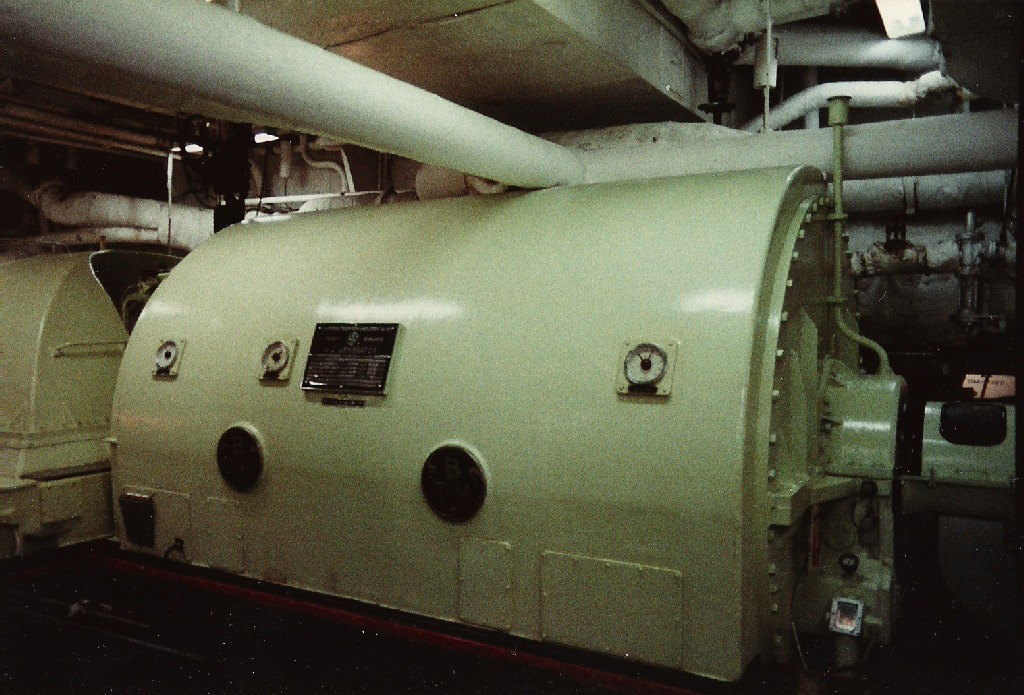
Alternador de propulsión principal
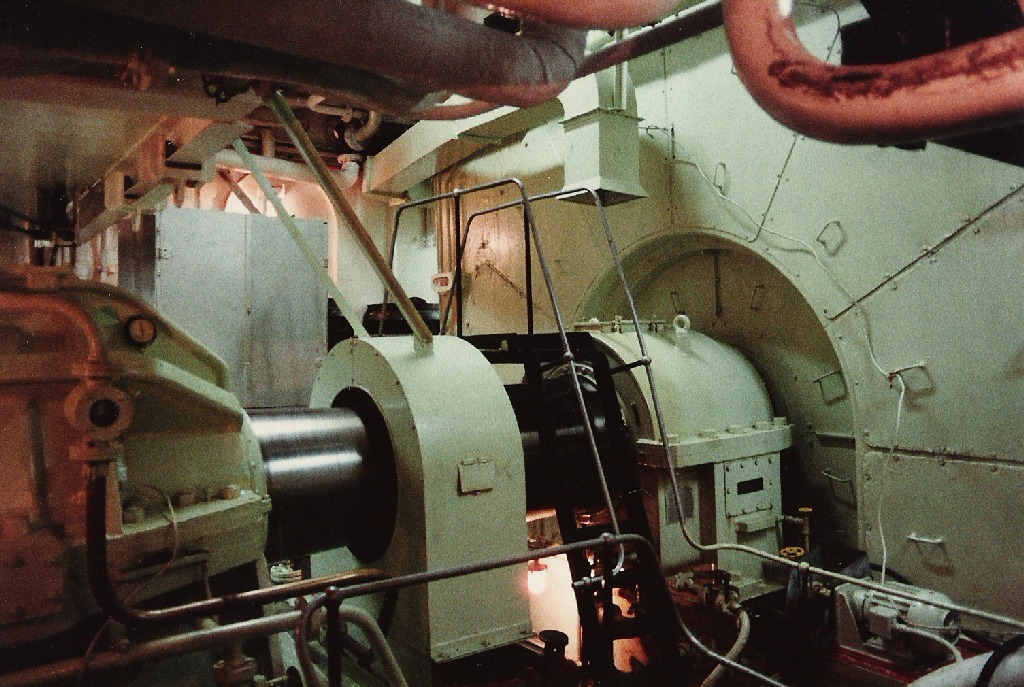
Motor de propulsión principal
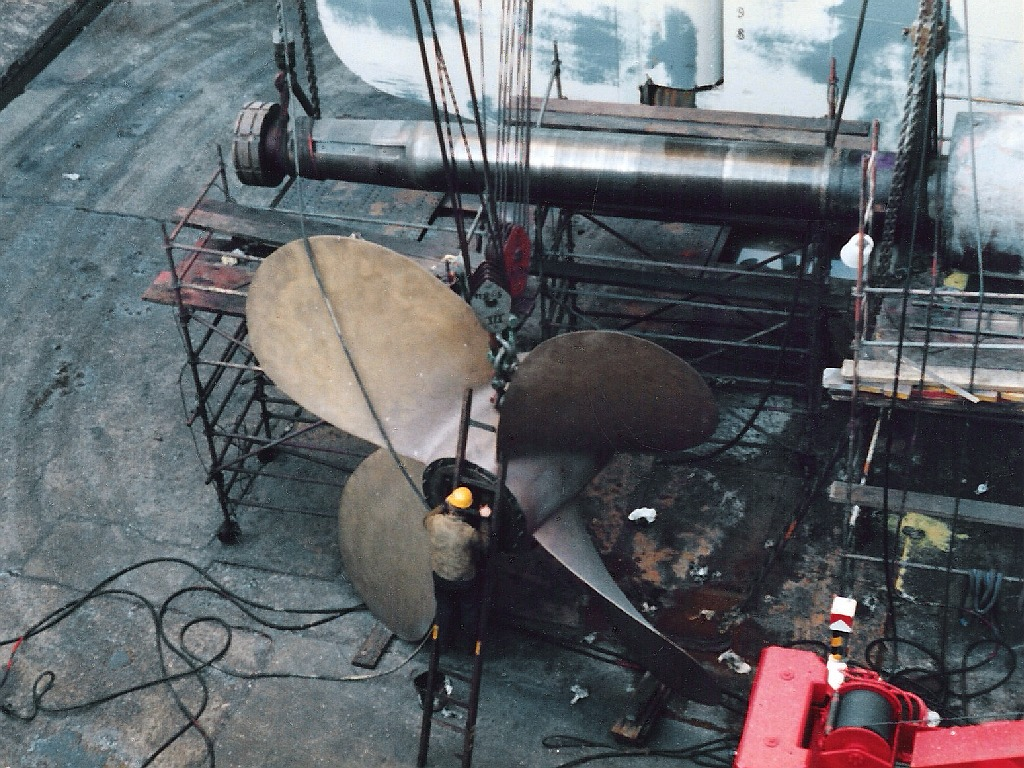
Popa y hélice de estribor del Canberra
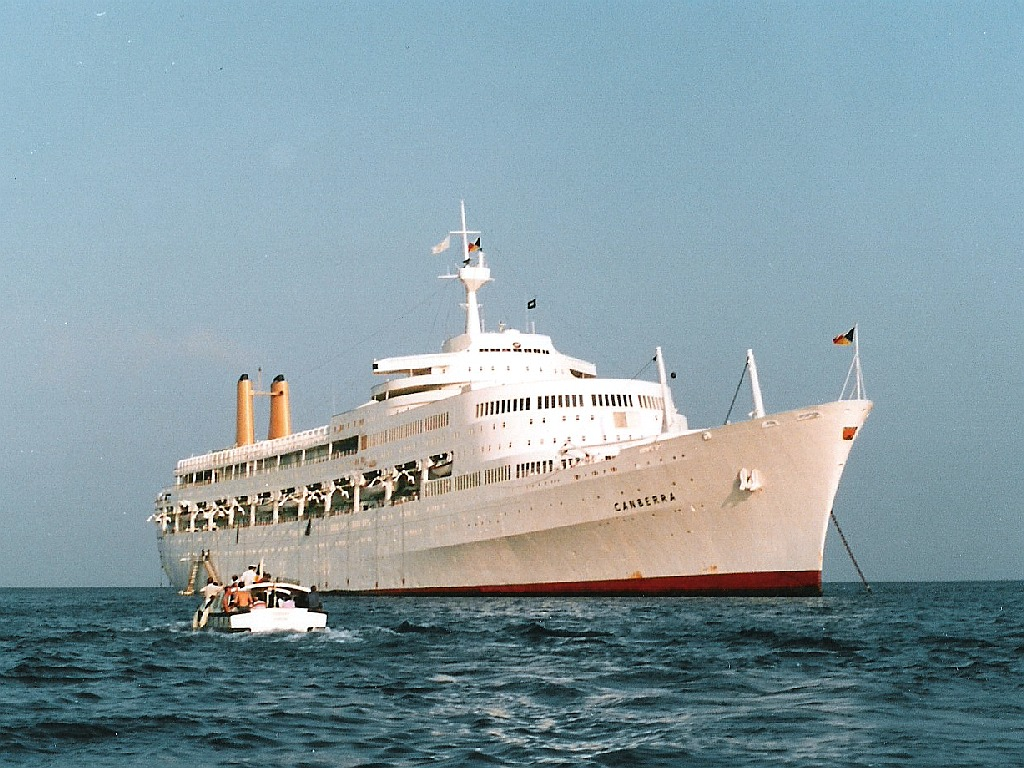
El Canberra en Limassol, Chipre (1984)